# Susana Garabatos
Susana Garabatos Rodríguez (Vigo, Pontevedra, 8 de marzo de 1979) es una exnadadora gallega. Compitió en los Juegos Olímpicos de 1996 en Atlanta.

## Trayectoria
Comenzó a nadar en su colegio, el Rosalía de Castro, hasta que se fijó en ella el entrenador del Real Club Náutico de Vigo. Como miembro de este club, en el que nadaron también sus tres hermanos, se proclamó en 1991 subcampeona de España júnior en los 100 metros libres y al año siguiente ganó un oro en el Meeting de Luxemburgo, en su primera participación internacional con la selección española. En 1993 marchó a Málaga, para prepararse en un centro de alto rendimiento. En 1995 quedó quinta en el Campeonato de Europa, en la prueba de 4x100 metros libres.
En 1996, con 17 años, se convirtió en la primera nadadora gallega femenina en participar en unos Juegos Olímpicos. Lo hizo en la prueba de 4x100 estilo libre, junto a Blanca Cerón, Fátima Madrid y Claudia Franco, finalizando en la 14.ª posición. Tras los Juegos tuvo unos años de menos rendimiento, aunque volvió a competir internacionalmente, y en 2004 dejó la competición.